# فرهاد گرگین‌پور
فرهاد گرگین‌پور (زادهٔ ۱۳ اردیبهشت ۱۳۲۷ – درگذشتهٔ ۹ آبان ۱۳۹۷) موسیقی‌دان، نوازندهٔ آکاردئون و پیانو اهل ایران بود.

## زندگی‌نامه
فرهاد گرگین‌پور در سال ۱۳۲۷ در ایل قشقایی به دنیا آمد. وی فرزند حبیب خان گرگین‌پور ،‌ برادر فرود گرگین‌پور و خواهرزاده محمد بهمن‌بیگی بود . زندگی را به هنگام ییلاق در قلعه مختارخان در نزدیکی سمیرم و به هنگام قشلاق، در روستای سیف‌آباد در نزدیکی شهر خنج گذراند و درسال ۱۳۳۵ آموختن موسیقی را در شیراز شروع کرد. موسیقی را در ابتدا با نی لبک از ساربان‌ها، و سپس از عاشیق‌ها به تشویق پدرش یاد گرفت. وی فعالیت هنری را برای اولین بار در سال‌های ۱۳۳۷، ۱۳۳۸، با اجرای برنامه‌هایی به همراه فرود در رادیو کودک مرکز فارس آغاز کرد. مقطع ابتدایی را در خنج و فیروزآباد و پس از مهاجرت به تهران همراه با خانواده در سال ۱۳۴۲ دوران دبیرستان را در این شهر گذراند. در تهران از آموزش‌های هنرمندان موسیقی همچون انوشیروان روحانی و هنرمندی نابینا به نام «دودانگه» بهره برد و به همراه نادر گلچین در برنامه نابینایان به سرپرستی «دودانگه» در تلویزیون ملی ایران، در سال ۱۳۴۲ و ۱۳۴۳، به اجرای برنامه‌هایی پرداخت. بعد از اتمام دوران دبیرستان، مقطع کارشناسی را در دانشگاه شیراز، کارشناسی ارشد و دورهٔ دکتری را در دانشگاه تهران و در رشته زبان و ادبیات فارسی به پایان رساند. او از کودکی دید کامل نداشت و اشیا و اشخاص را به طور دقیق نمی‌توانست تشخیص دهد. تا سن ۲۱ سالگی به کمک عینک می‌دید، مطلب  می‌خواند و می نوشت؛ اما به تدریج از میزان دید وی کاسته شد تا این که در سن ۵۰ سالگی بینایی خود را به طور کامل از دست داد.

## آثار
عمده شهرت فرهاد گرگین پور به دلیل تدوین و گردآوری آهنگ‌های فراموش شدهٔ قشقایی است . همچنین کتاب‌هایی از وی به چاپ رسیده است.

## درگذشت
فرهاد گرگین‌پور شامگاه ۹ آبان ۱۳۹۷، پس از تحمل یک دوره بیماری سرطان در سن ۷۰ سالگی در بیمارستان نمازی شیراز درگذشت و صبح جمعه ۱۱ آبان در شهر آباده به خاک سپرده شد.